# Yllenus
Yllenus este un gen de păianjeni din familia Salticidae.

## Specii[1]
- Yllenus albifrons
- Yllenus albocinctus
- Yllenus algarvensis
- Yllenus arabicus
- Yllenus aralicus
- Yllenus arenarius
- Yllenus auriceps
- Yllenus auspex
- Yllenus bactrianus
- Yllenus bajan
- Yllenus bakanas
- Yllenus bator
- Yllenus brueggeri
- Yllenus bucharaensis
- Yllenus caspicus
- Yllenus charynensis
- Yllenus coreanus
- Yllenus dalaensis
- Yllenus desertus
- Yllenus dunini
- Yllenus elegans
- Yllenus erzinensis
- Yllenus flavociliatus
- Yllenus gajdosi
- Yllenus gavdos
- Yllenus guseinovi
- Yllenus halugim
- Yllenus hamifer
- Yllenus horvathi
- Yllenus improcerus
- Yllenus kalkamanicus
- Yllenus karakumensis
- Yllenus karnai
- Yllenus knappi
- Yllenus kononenkoi
- Yllenus kotchevnik
- Yllenus kulczynskii
- Yllenus logunovi
- Yllenus lyachovi
- Yllenus maoniuensis
- Yllenus marusiki
- Yllenus mirabilis
- Yllenus mirandus
- Yllenus mongolicus
- Yllenus murgabicus
- Yllenus namulinensis
- Yllenus nigritarsis
- Yllenus nurataus
- Yllenus pamiricus
- Yllenus pavlenkoae
- Yllenus pseudobajan
- Yllenus pseudovalidus
- Yllenus pusio
- Yllenus ranunculus
- Yllenus robustior
- Yllenus rotundiorificus
- Yllenus saliens
- Yllenus salsicola
- Yllenus shakhsenem
- Yllenus skalanicus
- Yllenus somonensis
- Yllenus squamifer
- Yllenus staregai
- Yllenus tamdybulak
- Yllenus tschoni
- Yllenus turkestanicus
- Yllenus tuvinicus
- Yllenus uiguricus
- Yllenus univittatus
- Yllenus uzbekistanicus
- Yllenus validus
- Yllenus vittatus
- Yllenus zhilgaensis
- Yllenus zyuzini